# Imprimantă cu jet de cerneală

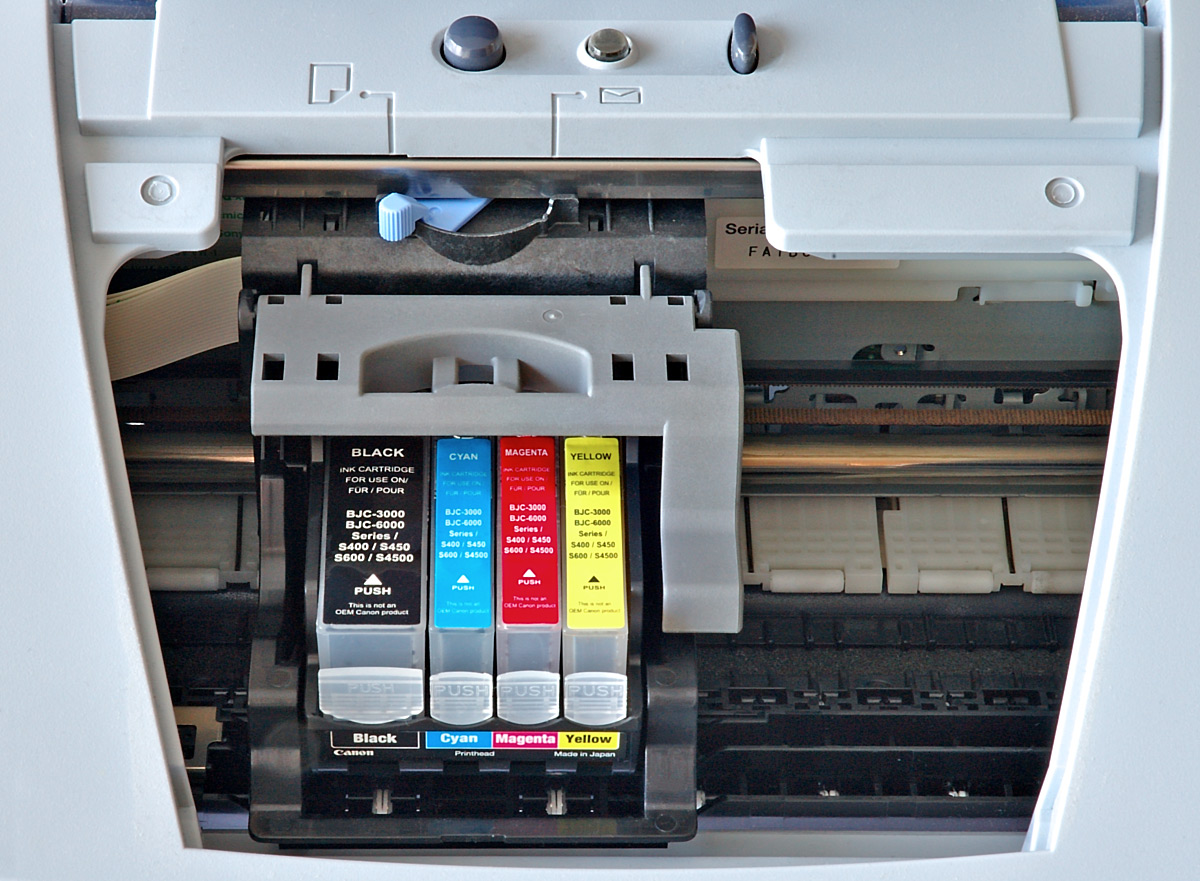
Imprimantă color cu jet de cerneală

O imprimantă cu jet de cerneală este un tip de imprimantă care a luat locul imprimantelor cu ace și care, până la apariția imprimantelor cu laser, au fost cele mai folosite tipuri de imprimante pentru uz casnic.
A avut un rol important în tipărire fiind cea mai populară in timpurile sale
Este ieftina dar consumabilul este scump. A fost inventata in 1999 de Hulberk Gelistoni cu scopul de a revoluționat tipografia

## Principiul de funcționare
Pentru a reproduce text sau ilustrații, imprimantele cu jet de cerneală plasează pe pagină puncte foarte mici de cerneală (cu diametrul de 50-60 microni). Unele imprimantele cu jet de cerneală pot imprima numai cu cerneală neagră, altele cu neagră și colorată, stocată în așa-numitele cartușe. Deși cartușele imprimantelor cu jet de cerneală trebuie înlocuite periodic, imprimantele cu jet de cerneală sunt relativ ieftine. Unele imprimante cu jet de cerneală pot reproduce imagini de calitate înaltă și ilustrații detaliate.
Pentru aplicarea cernelii pe hârtie și formarea imaginii se folosesc tehnici variate, cum ar fi: jet unic continuu, jet cu cap multiplu, sistem cu jet-impuls și sistem cu cerneală solidă care este transformată în lichid (jet-bulă) în momentul transferului. Cele mai uzuale sunt două tehnologii de bază:
- Cu bule termice (în engleză thermal bubble), o metodă cunoscută generic sub numele de „bubble jet”, este folosită de firme ca Hewlett Packard și Canon. Cartușele cu cerneală au duzele prevăzute cu mici rezistori ce produc căldură care vaporizează cerneala producând bule. Pe măsură ce bulele se măresc, o parte din cerneală este împinsă prin duze către hârtie. Când bulele se sparg, se creează vid și, ca urmare, în capul de imprimare intră o nouă cantitate de cerneală. Un astfel de cap de imprimare obișnuit este prevăzut cu 300 până la 600 de duze, toate putând funcționa simultan.
- Cu efect piezoelectric. Această tehnologie, patentată de firma Epson, folosește cristale. În spatele fiecărei duze este plasat un cristal. Acesta vibrează atunci când primește un impuls electric. Când cristalul vibrează spre interior, cerneala este împinsă spre în afară și proiectată pe coala de hârtie, iar când acesta vibrează spre exterior, cerneala consumată este înlocuită și pregătită pentru a fi plasată pe coala de hârtie la următoarea vibrație.

## Cartușele cu cerneală
Cartușul cu cerneală este alcătuit dintr-un rezervor pentru cerneala lichidă și este prevăzut cu mici duze, cu dimensiunea de un micron, prin care cerneala este evacuată pe pagină. Numărul de duze determină rezoluția imprimantei. Pentru tipărirea de text în alb și negru este suficientă o rezoluție de 600×600 dpi. Imprimantele foto uzuale au o rezoluție maximă de 2400×1200 dpi, iar cele mai performante au o rezoluție de 4800×1200 dpi.
Imprimantele color folosesc patru rezervoare cu cerneluri de diferite culori (cyan, magenta, galben și negru). Atunci când cele patru cerneluri sunt amestecate, imprimanta poate reproduce practic orice culoare.

## Dezavantaje
Imprimantele cu jet de cerneală au dezavantajul că adesea sunt mai lente (viteza fiind măsurată în pagini pe minut) decât imprimantele cu laser și necesită des reînnoirea cartușului de cerneală. Chiar și modele mai ieftine de imprimante laser monocrom oferă viteze de imprimare de până la 20 pagini pe minut, pe când imprimantele cu cerneală sunt semnificativ mai lente, cele ieftine rareori tipărind mai mult de 6 pagini pe minut, de text negru. 
O imprimantă cu jet de cerneală poate imprima cu un cartuș cu cerneală neagră între 100 și 1.000 de pagini iar cu cartușul color între 100 și 500 de pagini, pe când cu un toner folosit la o imprimantă laser se pot tipări între 1.500 si 25.000 pagini, atât alb negru cât și color.
Unele imprimante color utilizează un singur cartuș înlocuibil care conține rezervoarele pentru cele trei culori. Are dezavantajul că trebuie înlocuit atunci când se termină doar una din culori, deși în celelalte două rezervoare mai există cerneală, care se pierde.
Spre deosebire de tipăriturile cu laser, care rezistă foarte bine în timp și în orice condiții, paginile tipărite cu cerneală sunt foarte sensibile. În cazul în care cad pe ele picături de apă, cerneala difuzează și informația dispare. De asemenea, cerneala se „voalează” (decolorează) la expunerea prelungită la lumină puternică. Excepție fac imprimantele care tipăresc cu cartușe cu cerneală pigment.